# Djamila Boupacha
Djamila Boupacha (Bologhine, 9 de febrer de 1938) és una exmilitant del Front Nacional d'Alliberament d'Algèria arrestada l'any 1960 per a una temptativa d'atemptat amb bomba a Alger. Les seves confessions –obtingudes sota violació i tortura– van donar lloc a un judici que va esdevenir en procés mediàtic dels mètodes utilitzats per l'exèrcit francès a Algèria, a iniciativa de Gisèle Halimi i Simone de Beauvoir. Condemnada a mort el 28 de juny de 1961, va ser amnistiada en el marc dels acords d'Évian, i finalment alliberada el 21 d'abril de 1962.
Boupacha va néixer el 9 de febrer de 1938 a Sant-Eugène (Bologhine), un suburbi d'Alger, filla d'Abdelaziz Boupacha i Zoubida Amarouche. Va ingressar en la política molt jove, als 15 anys, quan es va adherir a la Unió Democràtica del Manifest d'Algèria de Ferhat Abbas, i més tard al FLN el 1955. Durant la guerra d'Algèria, el seu nom en clau era Khelida. Va ser detinguda el 10 de febrer de 1960 juntament amb el seu pare, el seu germà, la seva germana Nafissa i el seu cunyat Abdellih Ahmed, i va ser acusada d'haver col·locat una bomba -desactivada pels artificiers de l'exèrcit- a la brasserie des Facultés el 27 de setembre de 1959 a Alger. Presa clandestina (oficialment, no va ser empresonada enlloc durant un mes), va ser violada i sotmesa a nombrosos abusos per part de membres de l'exèrcit francès.
| « | Se li van enganxar elèctrodes amb cinta adhesiva als mugrons, després se li van aplicar a les cames, l'engonal, el sexe, a la cara. Els cops i les cremades de cigarret s'alternaven amb la tortura elèctrica. Després Djamila va ser penjada amb un pal sobre una banyera i submergida repetidament. | » |

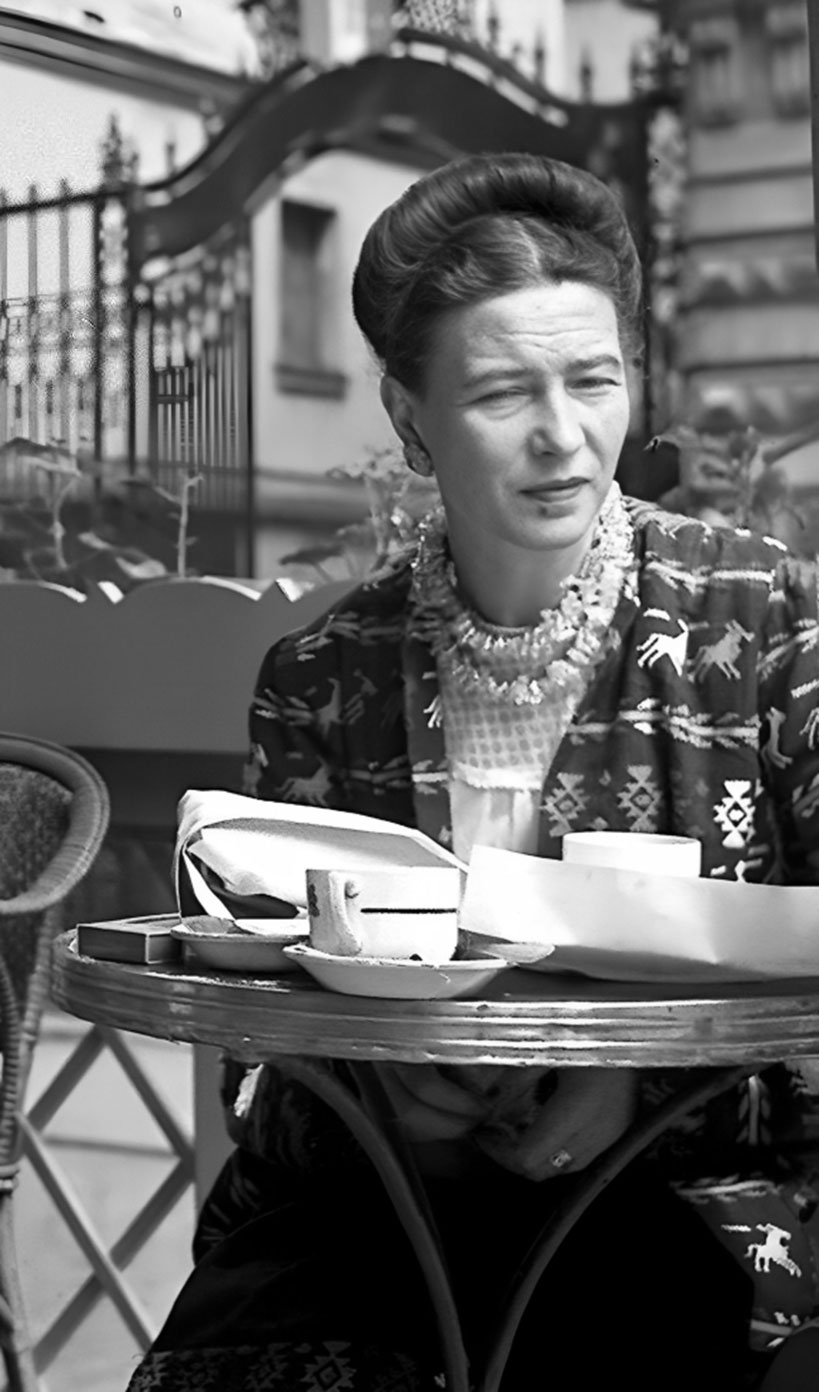
Simone de Beauvoir va signar la columna que va revelar al món el calvari de Djamila Boupacha

El germà de Djamila Boupacha va aconseguir informar l'advocada Gisèle Halimi, que va decidir fer-se càrrec del cas el març de 1960. D'acord amb el seu testimoni, «no havia comés cap atac, però estava a punt de fer-ho». A petició de l'advocada, que volia utilitzar el cas per exposar els mètodes de l'exèrcit francès a Algèria, Simone de Beauvoir va escriure un article en les columnes del diari francès Le Monde el 2 de juny 1960, titulat «Pour Djamila Boupacha»; el primer ministre Michel Debré va fer confiscar el diari a Algèria. El cas de Djamila Boupacha va ser objecte d'una important cobertura mediàtica i internacional quan, després de la columna al diari, es va crear el juny de 1960 un Comitè per a Djamila Boupacha presidit per Simone de Beauvoir, i que incloïa entre els seus membres a Jean-Paul Sartre, Louis Aragon, Elsa Triolet, Gabriel Marcel, Geneviève de Gaulle, Aimé Césaire i Germaine Tillion.
Després de la pressió exercida pel comitè de suport creat per a la seva defensa i a través de Simone Veil, llavors magistrada, el tribunal d'Alger va ser rellevat de la seva jurisdicció en favor del de Caen, a França, i Djamila Boupacha va ser traslladada en avió militar a la França continental per ser jutjada; es temia que fos abatuda a trets a la seva cel·la per sufocar l'assumpte. Va ser traslladada a la presó de Fresnes el 21 de juliol de 1960, i després a la presó de Pau. Pels actes de tortura, Gisèle Halimi va processar al ministre de Defensa Pierre Mesmer i al General Charles Ailleret, que comandava l'exèrcit francès a Algèria.
Boupacha va comparèixer a Caen a finals de juny de 1961, en un judici en el qual va identificar els seus torturadors, però al final va ser condemnada a mort el 28 de juny. El 1962 se li va concedir una amnistia en virtut dels Acords d'Evian pels quals es va posar fi a la guerra d'Algèria, i va ser alliberada el 21 d'abril de 1962. Refugiada a casa de Gisèle Halimi, va ser segrestada i traslladada a Alger el 3 de maig de 1962 per la Federació Francesa del Front Nacional d'Alliberament d'Algèria, que va denunciar la "operació publicitària intentada per a ús personal" per l'advocada, segons el diari Le Monde del 3 de maig de 1962. De fet, Boupacha es va convertir en una figura icònica de la lluita per l'alliberament del seu país.